# Robert Fisk
Robert Fisk (12 tháng 7 năm 1946 – 30 tháng 10 năm 2020) là một nhà văn và nhà báo quốc tịch Anh và Ireland. Trong sự nghiệp của mình, ông đã có những quan điểm mạnh mẽ, và đặc biệt chỉ trích chính sách đối ngoại của Hoa Kỳ ở Trung Đông và cách đối xử của chính phủ Israel đối với người Palestine. Lập trường của ông khiến ông được nhiều nhà bình luận khen ngợi, nhưng lại bị những người khác lên án.
Là một phóng viên quốc tế, ông đã đưa tin về các cuộc nội chiến ở Lebanon, Algeria và Syria, xung đột Iran-Iraq, các cuộc chiến ở Bosnia và Kosovo, cuộc xâm lược của Liên Xô ở Afghanistan, cuộc cách mạng Hồi giáo ở Iran, cuộc xâm lược Kuwait của Saddam Hussein, và cuộc xâm lược và chiếm đóng Iraq của Hoa Kỳ. Thông thạo tiếng Ả Rập, ông là một trong số ít các nhà báo phương Tây phỏng vấn Osama bin Laden, với ba lần phỏng vấn từ năm 1993 đến năm 1997.
Ông bắt đầu sự nghiệp báo chí của mình tại Newcastle Chronicle và sau đó là Sunday Express. Từ đó, ông làm việc cho The Times với tư cách là phóng viên tại Bắc Ireland, Bồ Đào Nha và Trung Đông, một công việc mà ông đặt bản thân ở Beirut không liên tục từ năm 1976. Sau năm 1989, ông làm việc cho The Independent. Fisk đã nhận được nhiều giải thưởng báo chí của Anh và quốc tế, trong đó có Giải Phóng viên nước ngoài của năm bảy lần.
Sách của Fisk bao gồm The Point of No Return (1975), In Time of War (1985),, Pity the Nation: Lebanon at War (1990) và The Great War for Civilisation: The Conquest of the Middle East (2005).